# ゴールドワックス・レコード
ゴールドワックス・レコード（Goldwax Records）は、アメリカのレコード・レーベル。

1964年に、クイントン・クランチ（Quinton Claunch）が、薬屋のルドルフ・ラッセルから資金提供を受けて創立した。クランチは、ハイ・レコードの創立者の1人であり、カントリー・ミュージックを聴いて成長した。彼は、マネージメントをやっていたルーズベルト・ジェイミソン（Roosevelt Jamison）からジェイムス・カーのデモテープを聴かされ、ソウル・ミュージックを発表することを決意する。ゴールドワックスは1969年までしか続かなかったが、そのカタログはディープ・ソウル、サザン・ソウルのファンから高い人気を得ている。

## 所属したアーティスト
- ジェイムス・カー
- スペンサー・ウィギンス
- オヴェイションズ
- パーシー・マイレム＆リリックス
- ジョージ・ジャクソン
- エディ・ジェファーソン
- ジョージ&グリアー
- ウィリー・ウォーカー